# Джоан Фейнман
Джоа́н Фе́йнман (англ. Joan Feynman), у першому шлюбі (1948—1974) Хі́ршберг (англ. Joan Hirshberg); 31 березня 1927 — 22 липня 2020) — американська гео- і астрофізикиня, астрономка, дослідниця сонячного вітру і його впливу на магнітосферу Землі. Найбільш відома дослідженнями фізичної природи полярного сяйва, моделлю, яка значно спростила розрахунки радіаційного навантаження на штучні супутники Землі, та розробкою методу передбачення інтенсивності циклів сонячної активності. В пізні роки досліджувала зміну клімату, співрозробила антропологічну гіпотезу виникнення землеробства.
Перша жінка, обрана в члени Американського геофізичного союзу (АГС), членкиня Міжнародного астрономічного союзу. Стикаючись під час своєї кар'єри з численними проявами сексизму та дискримінації при наймі, організувала комітет АГС з питань справедливого ставлення до жінок у геофізичній спільноті. Асоційована редакторка журналу Journal of Geophysical Research: Space Physics. У 2002 році нагороджена медаллю НАСА «За виняткові досягнення».

## Біографія та робота

### Ранні роки
Джоан Фейнман народилася і виросла в нью-йоркському районі Фар-Роквей в сім'ї Мелвілла Фейнмана і Люсіль Фейнман (до шлюбу Філліпс) — іммігрантів з Російської імперії (батько уродженець Мінська; мати, яка народилася в США, походила з родини з польським корінням). Другою дитиною в сім'ї був її старший брат Річард Фейнман — майбутній видатний вчений-фізик.
За спогадами Джоан, її дитячі роки пройшли щасливо, в родині панували гармонія і злагода. Вона, як і її брат, з ранніх років була допитливою дитиною і виявляла інтерес до вивчення природи. Брат завжди заохочував її цікавість і залучав до участі у своїх науково-технічних заняттях, наприклад, копирсанню з електроприладами у своїй дитячій лабораторії. Одного разу вночі він розбудив Джоан, щоб показати їй полярне сяйво, яке мерехтіло над безлюдним полем для гольфу поруч з їхнім будинком — це визначило її долю: вона захотіла вивчати це прекрасне явище. Батько також захоплювався наукою, деякий час книгою Джоан для читання на ніч була монографія німецького геолога і метеоролога Альфреда Вегенера про теорію дрейфування континентів, що тоді тільки з'явилася і ще не була доведеною. Мати і бабуся не заохочували інтересу Джоан до точних наук, позаяк були переконані самі і повторювали дочці, що жіночий мозок, на відміну від чоловічого, не здатний сприймати складні наукові концепції. Тим не менш, після прочитання книги «Астрономія» — підручника для коледжу, подарованого їй братом на 14-річчя, в якому Фейнман уперше зіткнулася з результатами досліджень американської астрономки Сесілії Пейн-Гапошкіної, вона прийшла до переконання, що жінкам під силу займатися науковою діяльністю.

### Освіта
Вищу освіту (ступінь бакалавра фізики) Фейнман здобула у Оберлинському коледжі, під час навчання в якому часто стикалася з сексизмом. Це підточувало її віру у власні сили, але постійне листування з братом підтримувало її в наукових устремліннях, стимулювало її продовжувати роботу над собою. На першому курсі Оберлина Джоан познайомилася з Річардом Хіршбергом, який повернувся в коледж для продовження навчання після служби на Тихоокеанському театрі воєнних дій Другої світової війни. Він був на три роки старший і теж вивчав фізику. У 1946 році вони заручилися, а через два роки, одразу після закінчення коледжу, одружилися.
Чоловік, а потім і Фейнман, влаштувалися на роботу до Лабораторії військово-морського флоту США у Вашингтоні. На наступний рік вони обидва почали навчатися в Сиракузькому університеті: вона вивчала фізику твердого тіла під керівництвом Мелвіна Лакса, а він вирішив переключитися на культурну антропологію. При виборі теми для дисертації Фейнман зрозуміла, що вона тяжіє до теоретичної фізики, що залишало їй вибір лише з двох альтернатив: загальна теорія відносності або фізика твердого тіла. Вона вирішила проконсультуватися на цей рахунок у професорів університету, один з яких запропонував їй вибрати темою для досліджень павутину, тому що «вона буде зустрічатися з нею під час прибирання» (англ. would encounter them whilst cleaning).
Під час навчання в аспірантурі Фейнмам взяла академічну відпустку, щоб супроводжувати чоловіка в польових дослідженнях у Гватемалі. Весь 1952 рік вони вивчали аспекти самоідентифікації какчикелі, — одного з племен мая. Вражаюча бідність і висока дитяча смертність серед цих людей перевернули уявлення Фейнман про боротьбу за життя та необхідний рівень комфорту.
Наприкінці 1952 року після повернення в США Фейнман з ентузіазмом знову взялася за фізику і вже у 1958 році здобула докторський ступінь з теоретичної фізики, захистивши дисертацію «Поглинання інфрачервоного випромінювання у кристалах з алмазоподібною кристалічною решіткою». У тому ж році захистився і чоловік. Одночасне здобуття наукових ступенів чоловіком і дружиною було досить незвичним для того часу, тому місцева газета опублікувала про це замітку. Жінка-фізикиня була ще більш незвичайним явищем, через що в результаті «виправлення помилки» у підписі до фотографії пари стверджувалося, що Річард став доктором з фізики, а Джоан — з антропології.

### Пошуки роботи та дослідження полярного сяйва
Влітку 1957 року Джоан Фейнман народила першу дитину — сина Меттью. Проте в середині XX століття одруженій матері в США було важко знайти роботу в науковій сфері, тому спочатку вона влаштувалася до фірми по виробництву твердотільних приладів, а у 1960 році, завагітнівши вдруге, пішла з роботи, ставши домогосподаркою. Після народження другого сина Чарльза (який став в майбутньому відомим журналістом), родина переїхала в окремий будинок в Спрінг-Веллі, на півночі Нью-Джерсі, ближче до роботи чоловіка. Класична жіноча версія реалізації «американської мрії» у вигляді хатньої роботи і виховання дітей, поки чоловік заробляє гроші, у 1961 році привела Джоан Фейнман на грань депресії, і її психіатр порадив їй почати працювати (див. Загадка жіночності).
Фейнман запропонувала свої послуги Обсерваторії Ламонт-Догерті Колумбійського університету за 20 кілометрів від будинку, від якої несподівано для себе отримала цілих три (за іншими даними — чотири) пропозиції. Вона вибрала роботу на пів ставки з вивчення проблеми швидких варіацій магнітного поля Землі, походження яких тоді було невідоме. В обсерваторії Фейман пропрацювала три роки і зберегла про неї найтепліші спогади, як про місце, в якому займалися фундаментальними дослідженнями. У 1962 році Фейнман довела, що північні сяйва виникають внаслідок взаємодії міжпланетного магнітного поля сонячного вітру з магнітним полем Землі, і написала про результати своїх досліджень братові, який став уже відомим фізиком, жартома запропонувавши розділити сфери досліджень: «Слухай, я не хочу, щоб ми змагалися, тому розділімо фізику. Я беру на себе північні сяйва, а ти весь інший Всесвіт» (англ. Look, I don’t want us to compete, so let’s divide up physics between us. I’ll take auroras and you take the rest of the Universe.). Річард Фейнман погодився.
У 1963 році чоловіку запропонували роботу в Каліфорнії, куди разом з ним переїхала і Джоан, продовжуючи підтримувати наукові зв'язки з Обсерваторією Ламонт-Догерті. У 1964 році вона стала постдокторанткою у Дослідницькому центрі Еймса — відділенні НАСА, в якому працювала разом з Джоном Спрейтером — відомим фізиком в області навколоземного космічного простору.
У вересні 1965 року народила доньку Сьюзен, цікавість якої в області науки, так само, як і у старших синів, всіляко заохочувала.
В кінці 1960-х разом зі Спрейтером Фейнман влаштувалася на роботу в Стенфордський університет, але в 1972 році, через пов'язане з рецесією скорочення бюджету НАСА, втратила роботу.
Протягом кількох місяців Джоан Фейнман залишалася без роботи, і депресія почала знову долати її. За спогадами сина Чарльза, одного разу він бачив, як мати, повернувшись із невдалої співбесіди, деякий час безцільно тягала пилосос підлогою, а потім розридалася. Коли він теж заплакав, вона сказала: «Я знаю, що ти хочеш бачити мене вдома. Але я можу бути або мамою на пів ставки, або божевільною на повний робочий день» (англ. “I know you want me here. But I can either be a part-time mama or a full-time madwoman.”).
У 1972 році Джоан Фейнман почала співпрацювати з Високогірною обсерваторією Національного центру атмосферних досліджень в місті Боулдер (штат Колорадо), спочатку безкоштовно, а потім, коли в наступному році отримала пропозицію роботи, і на контрактній основі. У 1973 році чоловік пішов з роботи в Каліфорнії і сім'я переїхала в Боулдер. Гроші в сім'ї заробляла лише Джоан — Річард не міг знайти роботу, що призвело до конфлікту в подружжі, який закінчився розлученням у 1974 році, після якого Джоан повернулася до дошлюбного прізвища. Вона залишалася у Боулдері до 1976 року.

### Пік наукової дільяності
У 1976 році після чергового зменшення фінансування посаду Джоан Фейнман в обсерваторії скоротили, і вона знову лишилася без роботи. Вона вирішила, за її власними словами, «слідувати за науковим фінансуванням, як лапландці за оленячими стадами» (англ. follow research funding around the country, like Laplanders follow the reindeer herds), і досить часто переїжджала з місця на місце для роботи в різних організаціях.
Спочатку вона працювала на адміністративній посаді в Національному науковому фонді у Вашингтоні (1976—1979), потім продовжила наукові дослідження в Лабораторії геофізики ВВС США (англ. Airforce Geophysics Lab) біля Лексингтона з фінансуванням від Бостонського коледжу в Массачусетсі (1979—1985), поки, нарешті, в 1985 році не отримала довгостроковий контракт з Лабораторієй реактивного руху в місті Пасадена (штат Каліфорнія). З собою вона возила дочку С'юзан, Чарльз залишався з батьком, а Метью відокремився від родини і вчився в коледжі. З переїздом в Массачусетс, за словами сина Чарльза, Джоан нарешті відчула, що вона в принципі відбулася в житті: вона була більш відомою науковицею, ніж навіть могла мріяти в дитинстві, і до того ж матір'ю трьох дітей.
На початку 1980-х під час відвідування Аляски її брата Річарда спробували зацікавити роботою в геофізиці, але він відповів, що йому потрібний на це дозвіл сестри. Вона відмовилася дати його, і брат стримав свою обіцянку 20-річної давнини, що стало відомим жартом у геофізичному співтоваристві: на одній з конференцій була виражена «публічна подяка Річарду Фейнману за те, що він не займається північними сяйвами, що дозволяє нам приємно проводити час» (англ. “to publicly thank Richard Feynman for not studying aurora, so that we can all have some fun!”).
У жовтні 1990 року на конференції в Сочі, СРСР, Джоан Фейнман почала зустрічатися з радянським астрофізиком Олександром Рузмайкіним. Вони познайомилися за рік до цього на конференції в США, коли Рузмайкін жорстко розкритикував доповідь Фейнман під час сесії, а вона не менш жорстко відповіла йому під час обговорення за вечерею. 16 серпня 1992 вони одружилися і досі перебувають в щасливому шлюбі.
Фейнман вийшла на пенсію у 2003 році з посади старшої наукової співробітниці Лабораторії реактивного руху. Однак вона продовжила наукову роботу, зайнявшись питанням зв'язку космічної погоди, зокрема вивчаючи сонячну активність, та зміни клімату.

## Наукові досягнення
Більшу частину своєї наукової кар'єри Джоан Фейнман присвятила вивченню взаємодії сонячного вітру з магнітосферою Землі.
Працюючи в Обсерваторії Ламонт-Догерті, вона виявила, паралельно з кількома іншими дослідниками, що магнітосфера Землі не замкнута, а має витягнутий в напрямку від Сонця «хвіст».
Під час постдокторантури у Дослідницькому центрі Еймса в 1971 році Фейнман виявила, що періодичне витікання сонячної речовини, відоме як корональні викиди маси, може бути визначене за наявністю гелію у сонячному вітрі. Це було важливим відкриттям, оскільки попри те, що корональні викиди маси були вже відомі у той час, їх було важко виявити.
В ході своїх досліджень 1960-х років Фейнман зробила важливе відкриття в області природи та причин виникнення полярного сяйва. Використовуючи дані, зібрані космічним кораблем НАСА Explorer 33, вона довела, що полярне сяйво є продуктом взаємодії між магнітосферою Землі і магнітним полем сонячного вітру: коли змінний сонячний вітер деформує магнітосферу Землі настільки, що траєкторії частинок сонячного вітру і магнітосферичної плазми починають перетинати атмосферу, ці частинки збуджують атоми атмосферних газів і з'являється світіння.
Також у коло її академічних інтересів входили спалахи на Сонці (transient solar events) та цикли сонячної активності. Фейнман брала участь у розробці нової моделі Лабораторії реактивного руху, яка оцінює екологічну загрозу локального космічного середовища для екіпажів космічних кораблів. Приводом для цього став той факт, що високошвидкісні корональні викиди маси можуть викликати геомагнітні бурі, небезпечні як для функціонуючого космічного корабля, так і для людей, що знаходяться у космосі в цей момент. Такі швидкі корональні викиди маси викликають ударні хвилі у сонячному вітрі, які прискорюють сонячні частинки і провокують геомагнітні бурі, коли частинки досягають зовнішньої границі магнітосфери Землі. Часто початок геомагнітних бур супроводжується сильним притоком небезпечних протонів, що може завдати серйозної шкоди системам зв'язку космічного корабля і перешкодити його успішному польоту. Модель Фейнман допомогла інженерам обчислювати передбачувану кількість високошвидкісних часток, які могли б зіткнутися з космічним кораблем протягом часу його експлуатації. Ця робота привела до важливих нових розробок у галузі проєктування космічних кораблів.
Після виходу у відставку Фейнман займалася вивченням змін клімату. Поміж інших питань вона вивчала вплив Сонця на поведінку зимових кліматичних аномалій, відомих як арктична осциляція або зміни північної циркуляції. Разом з колегою і чоловіком Олександром Рузмайкіним вона виявила, що у періоди низької сонячної активності індекс змін північної циркуляції також систематично занижений. Такі періоди низької сонячної активності збігаються з тривалими періодами похолодання; наприклад, таке спостерігалося в Європі у так званий малий льодовиковий період. Фейнман і її колеги також відкрили зв'язок між коливаннями сонячної активності і змінами повноводності Ніла у давнину. У періоди високої сонячної активності Ніл мілів, тоді як у періоди низької сонячної активності — навпаки. Фейнман і Рузмайкін також є авторами оригінальної антропологічної гіпотези поширення землеробства, пов'язуючи його вибухове зростання близько 10 000 років тому з встановлення кліматичної стабільності. За оцінкою Брюса Д. Сміта, ця гіпотеза зараз становить основу наукового консенсусу про виникнення землеробства.
Протягом своєї кар'єри Фейнман була авторкою і співавторкою понад 100 унікальних публікацій. Вона також була редакторкою трьох наукових книг.

## Визнання
У 1974 році Джоан Фейнман стала першою жінкою, обраною в члени Американського геофізичного союзу (АГС), а пізніше двічі обиралася секретаркою Відділення сонячної і міжпланетної фізики (англ. Solar and Interplanetary Physics Section). Вона організувала комітет АГС, який займався питаннями справедливого ставлення до жінок всередині геофізичної спільноти. Фейнман багато років входить до Міжнародного астрономічного союзу (МАС), була членкинею кількох підрозділів МАС, включаючи такі як «Division E Sun and Heliosphere; Division G Stars and Stellar Physics; and Division E Commission 49 Interplanetary Plasma & Heliosphere», а також була асоційованою редакторкою журналу Journal of Geophysical Research: Space Physics.
У 2002 році Джоан Фейнман була названа однією з кращих старших наукових співробітників Лабораторії реактивного руху і нагороджена медаллю НАСА «За виняткові досягнення».

## Основні праці
- Hirshberg J., Colburn D. S. Interplanetary field and geomagnetic variations — a unifield view : Фейнман, Джоан (англ.) // Planetary Space Science. — 1969. — Vol. 17, no. 6. — P. 1183—1206. — . — DOI:10.1016/0032-0633(69)90010-5.
- Hirshberg J., Alksne A., Colburn D. S., Bame S. J., Hundhausen A. J. Observation of a solar flare induced interplanetary shock and helium-enriched driver gas : Фейнман, Джоан (англ.) // Journal of Geophysics Research. — 1970. — Vol. 75. — P. 1. — . — DOI:10.1029/JA075i001p00001.
- Hirshberg J. Helium Abundance of the Sun : Фейнман, Джоан (англ.) // Reviews of Geophysics and Space Physics. — 1973. — Vol. 11. — P. 115. — . — DOI:10.1029/RG011i001p00115.
- Hirshberg J., Asbridge J. R., Robbins D. E. The helium component of solar wind velocity streams : Фейнман, Джоан (англ.) // Journal of Geophysics Research. — 1974. — Vol. 79. — P. 934. — . — DOI:10.1029/JA079i007p00934.
- Hirshberg J., Nakagawa Y., Wellck R. E. Propagation of sudden disturbances through a nonhomogeneous solar wind : Фейнман, Джоан (англ.) // Journal of Geophysics Research. — 1974. — Vol. 79. — P. 3726. — . — DOI:10.1029/JA079i025p03726.
- Hirshberg J., Holzer T. E. Relationship between the interplanetary magnetic field and 'isolated substorms' : Фейнман, Джоан (англ.) // Journal of Geophysics Research. — 1975. — Vol. 80. — P. 3553-3556. — . — DOI:10.1029/JA080i025p03553.
- Feynman J., Crooker N. U. The solar wind at the turn of the century : Фейнман, Джоан (англ.) // Nature. — 1978. — Vol. 275. — P. 626. — . — DOI:10.1038/275626a0.
- Moore T. E., Arnoldy R. L., Feynman J., Hardy D. A. Propagating substorm injection fronts : Фейнман, Джоан (англ.) // Journal of Geophysics Research. — 1981. — Vol. 86. — P. 6713-6726. — . — DOI:10.1029/JA086iA08p06713.
- Feynman J., Hardy D. A., Mullen E. G. The 40-keV electron durable trapping region : Фейнман, Джоан (англ.) // Journal of Geophysics Research. — 1984. — Vol. 89. — P. 1517-1526. — . — DOI:10.1029/JA089iA03p01517.
- Feynman J., Gu X. Y. Prediction of geomagnetic activity on time scales of one to ten years : Фейнман, Джоан (англ.) // Reviews of Geophysics. — 1986. — Vol. 24. — P. 650-666. — . — DOI:10.1029/RG024i003p00650.
- Feynman J., Spitale G., Wang J., Gabriel S. Interplanetary proton fluence model — JPL 1991 : Фейнман, Джоан (англ.) // Journal of Geophysics Research. — 1993. — Vol. 98. — P. 13281. — . — DOI:10.1029/92JA02670.
- Feynman J., Martin S. F. The initiation of coronal mass ejections by newly emerging magnetic flux : Фейнман, Джоан (англ.) // Journal of Geophysics Research. — 1995. — Vol. 100. — P. 3355-3367. — . — DOI:10.1029/94JA02591.
- Ruzmaikin A. A., Feynman J., Goldstein B. E., Smith E. J., Balogh A. Intermittent turbulence in solar wind from the south polar hole : Фейнман, Джоан (англ.) // Journal of Geophysics Research. — 1995. — Vol. 100. — P. 3395-3403. — . — DOI:10.1029/94JA02808.
- Ruzmaikin A., Feynman J., Smith E. J. Turbulence in coronal mass ejections : Фейнман, Джоан (англ.) // Journal of Geophysics Research. — 1997. — Vol. 102. — P. 19753-19760. — . — DOI:10.1029/97JA01558.
- {{{Заголовок}}}. — Bibcode:1997GMS....99.....C. — DOI:10.1029/GM099.
- Feynman J., Gabriel S. B. On space weather consequences and predictions : Фейнман, Джоан (англ.) // Journal of Geophysics Research. — 2000. — Vol. 105. — P. 10543-10564. — . — DOI:10.1029/1999JA000141.
- Neugebauer M., Smith E. J., Ruzmaikin A., Feynman J., Vaughan A. H. The solar magnetic field and the solar wind: Existence of preferred longitudes : Фейнман, Джоан (англ.) // Journal of Geophysics Research. — 2000. — Vol. 105. — P. 2315-2324. — . — DOI:10.1029/1999JA000298.
- Ruzmaikin A., Feynman J. Solar influence on a major mode of atmospheric variability : Фейнман, Джоан (англ.) // Journal of Geophysical Research (Atmospheres). — 2002. — Vol. 107. — P. 4209. — . — DOI:10.1029/2001JD001239.
- Feynman J., Ruzmaikin A., Berdichevsky V. The JPL proton fluence model: an update : Фейнман, Джоан (англ.) // Journal of Atmospheric and Solar-Terrestrial Physics. — 2002. — Vol. 64. — P. 1679-1686. — . — DOI:10.1016/S1364-6826(02)00118-9.
- Ruzmaikin A., Feynman J., Jiang X., Noone D. C., Waple A. M., Yung Y. L. The pattern of northern hemisphere surface air temperature during prolonged periods of low solar output : Фейнман, Джоан (англ.) // Geophysics Research Letters. — 2004. — Vol. 31. — P. 12201. — . — DOI:10.1029/2004GL019955.
- Feynman J., Ruzmaikin A. A High-Speed Erupting-Prominence CME: A Bridge Between Types : Фейнман, Джоан (англ.) // Solar Physics. — 2004. — Vol. 219. — P. 301-313. — . — DOI:10.1023/B:SOLA.0000022996.53206.9d.